# U-595 (tàu ngầm Đức)
U-595 là một tàu ngầm tấn công  Lớp Type VII thuộc phân lớp Type VIIC được Hải quân Đức Quốc Xã chế tạo trong Chiến tranh Thế giới thứ hai. Nhập biên chế năm 1941, nó chỉ thực hiện được ba chuyến tuần tra và không đánh chìm được mục tiêu nào trước khi bị các máy bay ném bom Lockheed Hudson của Không quân Hoàng gia Anh đánh chìm trong Địa Trung Hải vào ngày 14 tháng 11, 1942. 

## Thiết kế và chế tạo

### Thiết kế

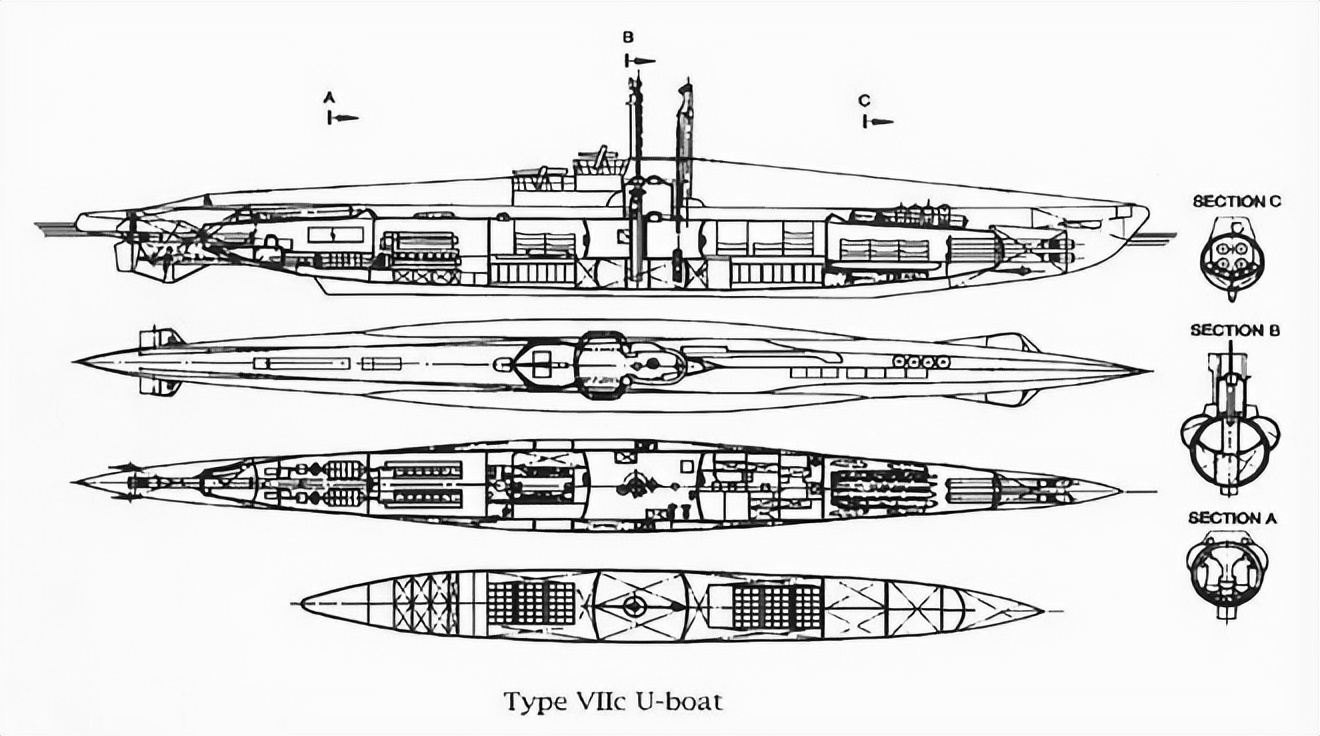
Sơ đồ các mặt cắt một tàu ngầm Type VIIC

Phân lớp VIIC của Tàu ngầm Type VII là một phiên bản VIIB được kéo dài thêm. Chúng có trọng lượng choán nước 769 t (757 tấn Anh) khi nổi và 871 t (857 tấn Anh) khi lặn). Con tàu có chiều dài chung 67,10 m (220 ft 2 in), lớp vỏ trong chịu áp lực dài 50,50 m (165 ft 8 in), mạn tàu rộng 6,20 m (20 ft 4 in), chiều cao 9,60 m (31 ft 6 in) và mớn nước 4,74 m (15 ft 7 in).
Chúng trang bị hai động cơ diesel Germaniawerft F46 siêu tăng áp 6-xy lanh 4 thì, tổng công suất 2.800–3.200 PS (2.100–2.400 kW; 2.800–3.200 bhp), dẫn động hai trục chân vịt đường kính 1,23 m (4,0 ft), cho phép đạt tốc độ tối đa 17,7 kn (32,8 km/h), và tầm hoạt động tối đa 8.500 nmi (15.700 km) khi đi tốc độ đường trường 10 kn (19 km/h). Khi đi ngầm dưới nước, chúng sử dụng hai động cơ/máy phát điện Garbe, Lahmeyer & Co. RP 137/c  tổng công suất 750 PS (550 kW; 740 shp). Tốc độ tối đa khi lặn là 7,6 kn (14,1 km/h), và tầm hoạt động 80 nmi (150 km) ở tốc độ 4 kn (7,4 km/h). Con tàu có khả năng lặn sâu đến 230 m (750 ft).
Vũ khí trang bị có năm ống phóng ngư lôi 53,3 cm (21 in), bao gồm bốn ống trước mũi và một ống phía đuôi, và mang theo tổng cộng 14 quả ngư lôi, hoặc tối đa 22 quả thủy lôi TMA, hoặc 33 quả TMB. Tàu ngầm Type VIIC bố trí một hải pháo 8,8 cm SK C/35 cùng một pháo phòng không 2 cm (0,79 in) trên boong tàu. Thủy thủ đoàn bao gồm 4 sĩ quan và 40-56 thủy thủ.

### Chế tạo
U-595 được đặt hàng vào ngày 16 tháng 1, 1940, và được đặt lườn tại xưởng tàu của hãng Blohm & Voss ở Hamburg vào ngày 4 tháng 1, 1941. Nó được hạ thủy vào ngày 17 tháng 9, 1941, và nhập biên chế cùng Hải quân Đức Quốc Xã vào ngày 6 tháng 11, 1941 dưới quyền chỉ huy của Hạm trưởng, Trung úy Hải quân Jürgen Quaet-Faslem.

## Lịch sử hoạt động
Sau khi hoàn tất việc huấn luyện trong thành phần Chi hạm đội U-boat 8, U-595 hoạt động trên tuyến đầu cùng đơn vị này cho đến khi được điều sang Chi hạm đội U-boat 9 từ ngày 1 tháng 8, 1942, và hoạt động cho đến khi bị mất.

### Chuyến tuần tra thứ nhất
U-595 khởi hành từ cảng Kiel, Đức vào ngày 23 tháng 7, 1942 cho chuyến tuần tra đầu tiên trong chiến tranh. Nó đã tiến ra Bắc Hải, rồi băng qua khe GI-UK giữa Iceland và quần đảo Faroe để vòng qua quần đảo Anh, và hoạt động tại khu vực giữa Bắc Đại Tây Dương. Chiếc U-boat kết thúc chuyến tuần tra khi đi đến cảng Brest bên bờ Đại Tây Dương của Pháp đã bị Đức chiếm đóng vào ngày 17 tháng 8.

### Chuyến tuần tra thứ hai
Chiếc U-boat có chuyến tuần tra tiếp theo, cùng xuất phát và kết thúc tại Brest và kéo dài từ ngày 9 tháng 9 đến ngày 6 tháng 10. Chiếc tàu ngầm đã hoạt động trong khu vực Bắc Đại Tây Dương về phía Đông Nam Greenland, nhưng không đánh chìm được mục tiêu nào.

### Chuyến tuần tra thứ ba
U-595 khởi hành từ Brest vào ngày 31 tháng 10 cho chuyến tuần tra thứ ba, cũng là chuuyến cuối cùng, với nhiệm vụ sẽ chuyển sang hoạt động trong khu vực Địa Trung Hải. Chiếc U-boat đã thành công trong việc băng qua eo biển Gibraltar được phía Đồng Minh canh phòng nghiêm ngặt vào khoảng ngày 10 tháng 11; nhưng đến ngày 14 tháng 11,  nó bị hai máy bay ném bom Lockheed Hudson thuộc Liên đội 608 Không quân Hoàng gia Anh thả mìn sâu tấn công dọc bờ biển Algérie. Sau khi con tàu bị hư hại nặng, Đại úy Quaet-Faslem hạm trưởng quyết định cho thủy thủ bỏ tàu, rồi đánh đắm U-595 ở vị trí gần Ténès, Algérie, tại tọa độ 36°38′B 00°30′Đ / 36,633°B 0,5°Đ. Toàn bộ 45 thành viên thủy thủ đoàn của U-595 đều đã sống sót.

### "Bầy sói" tham gia
U-594 từng tham gia năm bầy sói:
- Steinbrinck (6 – 9 tháng 8, 1942)
- Pfeil (12 – 22 tháng 9, 1942)
- Blitz (22 – 26 tháng 9, 1942)
- Tiger (26 – 30 tháng 9, 1942)
- Delphin (4 – 14 tháng 11, 1942)